# Phil Mickelson
Philip Alfred Mickelson (ur. 16 czerwca 1970 w San Diego, Kalifornia) – golfista amerykański, nazywany również Lefty od jego odwróconego zamachu golfowego typowego dla graczy leworęcznych mimo iż on sam jest praworęczny. Rozpoczął grę w golfa gdy miał zaledwie 18 miesięcy.
Jako amator reprezentował barwy Uniwersytetu Stanowego Arizona i zdobył mistrzostwo USA amatorów oraz mistrzostwo międzyuczelniane w 1990.
Od 1992 zawodowiec. W kwietniu 2004 wygrał golfowy turniej wielkoszlemowy Masters w Augusta (Georgia). Łącznie do tej pory wygrał 41 zawodów z cyklu PGA Tour.

## Wygrane w najważniejszych turniejach
- The Masters Tournament: 3 (2004, 2006, 2010)
- PGA Championship: 1 (2005)
- The Open Championship: 1 (2013)